# Oxana Romenskaya
Oxana Viktorovna Romenskaya (Rostóvia do Dom, 6 de junho de 1976) é uma handebolista profissional russa, medalhista olímpica.
Oxana Romenskaya fez parte do elenco medalha de prata, de Pequim 2008.